# Fernando Lasagni
Fernando Adrián Lasagni (Cinco Saltos, 1977) es un científico e ingeniero argentino, experto en ciencia de materiales, fabricación aditiva (impresión 3D), tecnologías avanzadas de fabricación, inspección no destructiva, y divulgador científico.

## Biografía
Fernando Lasagni nació en Cinco Saltos, Río Negro, Argentina, en 1977. Es ingeniero químico por la Universidad Nacional del Comahue (Neuquén, Argentina, 2002) y doctor en Ciencia de Materiales por la Universidad Técnica de Viena (Viena, Austria, 2006). 

### Carrera
Trabajó en la Universidad Técnica de Viena entre 2002 y 2007.  En 2008 pasa a formar parte de Ibérica del Espacio. En Septiembre del mismo año es nombrado profesor en la Universidad de Sevilla (honorario desde 2014), trabajando también en el Centro Avanzado de Tecnologías Aeroespaciales como director técnico. Desde febrero de 2024 ocupa la dirección técnica de la empresa Novaindef (Grupo Sicnova).

### Trayectoria investigadora
Su campo de investigación ha sido variado. Se ha desempeñado como investigador desarrollando aleaciones ligeras y materiales compuestos de matriz metálica. Juntamente con la Universidad de Sarre, contribuyó al desarrollo de la Tomografía FIB para la caracterización tridimensional de aleaciones ligeras en la nano y microescala. Ha contribuido también al desarrollo de materiales porosos para dispositivos de control térmico en satélites. Ha trabajado activamente en diversos proyectos de investigación para el sector aeroespacial, relacionados con el desarrollo de tecnologías de fabricación avanzada, inspección no destructiva, automatización y robótica, inteligencia artificial y realidad aumentada, monitorización de la salud estructural, entre otros.
En el campo de la fabricación aditiva metálica, ha realizado numerosas contribuciones para el desarrollo e industrialización de la tecnología en el sector espacial, como el desarrollo de los soportes de los paneles solares del satélite QUANTUM, soportes de reastreadores de estrellas (en inglés, star tracker) de satélite Sabiamar, diversos componentes estructurales del satélite CHEOPS, y el desarrollo de antena helicoidal para la misión PROBA3. Se destaca la  contribución en el desarrollo y fabricación de parte de la estructura de la sonda espacial JUICE por impresión 3D (en inglés, JUpiter Icy moons Explorer) que tiene como misión estudiar las lunas de Júpiter y el sistema Joviano en busca de vida. También ha contribuido a la implementación de esta tecnología en el campo de la aeronautica, destacando su contribución en el helicóptero RACER y demostrador C295 del programa Clean Sky.

### Sector Aeroespacial Español
Lasagni ha sido también fundador y coordinador del grupo de Fabricación Aditiva de la Plataforma Aeroespacial Española entre 2016 y 2022. 
Ha representado a España en los encuentros de armonización tecnológica en impresión 3D en la Agencia Espacial Europea sus únicos dos encuentros realizados en los años 2014 y 2017.

## Reconocimientos
- Premio Fritz Grasenick,[8] por la Sociedad Austriaca de Microscopía Electrónica (en inglés, ASEM Austrian Society for Electron Microscopy), año 2007
- Reconocimiento de la labor investigadora[9] por Legislatura de la provincia de Río Negro, Argentina, año 2016.
- Premio Georg Sachs,[10] por la Sociedad Alemana de Materiales (en alemán, DGM Deutsche Gesellschaft für Materialkunde), año 2018
- Mención de Honor Domingo Faustino Sarmiento,[11] galardón otorgado por el (Senado de la Nación Argentina), año 2019
- Ciudadano Ilustre de la ciudad de Cinco Saltos, año 2019.